# هوانگ جونگ اوم
هوانگ جونگ اوم (کره‌ای: 황정음؛ زادهٔ ۲۵ ژانویه ۱۹۸۵) بازیگر و خواننده اهل کره جنوبی است.
از فیلم‌ها و مجموعه‌های تلویزیونی او می‌توان به بازی در او زیبا بود، عشق بی‌پایان، پسر خوشتیپ و جونگ اوم، منو بکش، خلاصم کن، عاشق خوش‌شانس و بار مرموز سانگاب اشاره کرد.